# Ray Staszak
Ray Staszak (* 1. Dezember 1962 in Philadelphia, Pennsylvania) ist ein ehemaliger US-amerikanischer Eishockeyspieler, der während seiner aktiven Karriere zwischen 1981 und 1986 unter anderem vier Spiele für die Detroit Red Wings in der National Hockey League auf der Position des rechten Flügelstürmers bestritten hat.

## Karriere
Staszak spielte während seiner Juniorenzeit bis 1983 in der United States Hockey League, ehe er an die University of Illinois at Chicago wechselte und für deren Eishockeyteam in der Central Collegiate Hockey Association, einer Division der National Collegiate Athletic Association, spielte. In seinem zweiten Jahr dort sammelte er 72 Punkte in 38 Partien und wurde unter anderem zum Spieler des Jahres der CCHA ernannt.
Nach den zwei herausragenden Jahren an der Universität stand der ungedraftete Free Agent im Sommer 1985 den Franchises der National Hockey League zur Verfügung, von denen 21 der 22 Teams um seine Dienste warben. Die kriselnden Detroit Red Wings sicherten sich schließlich die Dienste des Stürmers und ließen ihn einen mit 1,3 Millionen US-Dollar dotierten Vierjahresvertrag unterschreiben, der zu diesem Zeitpunkt einen NHL-Rekord sowohl für Free Agents als auch Rookies darstellte. In gleicher Vorgehensweise hatten sich die Red Wings im Vorfeld auch die Dienste der Collegespieler Tim Friday und Dale Krentz gesichert, in der Hoffnung mit den drei ungedrafteten Rohdiamanten einen erfolgreichen Neuanfang zu starten.
Der Plan der Red Wings ging allerdings nicht auf. Staszak bestritt zu Beginn der Saison 1985/86 lediglich vier NHL-Spiele für Detroit, ehe ihn das Management zum Farmteam Adirondack Red Wings in die American Hockey League schickte. Dort kam der Angreifer zu 26 weiteren Einsätzen, ehe ihn eine Leistenverletzung außer Gefecht setzte. Zwar kehrte Staszak in den Play-offs noch einmal ins Team zurück und gewann mit dem Team den Calder Cup. Die anhaltenden Probleme an der Leiste zwangen ihn allerdings dazu im Anschluss seine Karriere zu beenden.

## Erfolge und Auszeichnungen
- 1983 USHL All-Star Game
- 1985 CCHA First All-Star Team
- 1985 CCHA Player of the Year
- 1985 NCAA West Second All-American Team
- 1986 Calder-Cup-Gewinn mit den Adirondack Red Wings

## Karrierestatistik
(Legende zur Spielerstatistik: Sp oder GP = absolvierte Spiele; T oder G = erzielte Tore; V oder A = erzielte Assists; Pkt oder Pts = erzielte Scorerpunkte; SM oder PIM = erhaltene Strafminuten; +/− = Plus/Minus-Bilanz; PP = erzielte Überzahltore; SH = erzielte Unterzahltore; GW = erzielte Siegtore; 1 Play-downs/Relegation; Kursiv: Statistik nicht vollständig)